# Водоспад (Ешер)
Водоспад (Ешер) — одна з літографій художника графіка з Нідерландів Мауріца Корнеліса Ешера (1898—1972).

## Опис твору
Аркуш літографії розмірами 30,0 × 37,8 см, що витримує як збільшення, так і зменшення, подає неможливу конструкцію. Це фантастичний акведук, що подає воду до колеса млина. Брутальна споруда млина під черепичним дахом поєднана з фантастичною архітектурою, дві альтанки якої прикрашені не схожими один на одного багатогранниками. На гірську місцевість наводять тераси схилу в пейзажі з городиною та поодинокими деревами та сходи нібито житлового будинку. Нереалістичну архітектуру доповнює такий же нереалістичний мініатюрний садок з рослинами, притаманними підводним ландшафтам.
Цілком фантазійний пейзаж обжито. На терасі будинку жінка порається з випраною білизною, а за водоспадом спостерігає ще одна постать. Спостереження за потоком води викликає подив, бо на аркуші відсутнє джерело, а потік — не що інше, як замкнене коло, нереальне, неправдоподібне, як вічний двигун. Акведук із водоспадом має структуру неможливого трикутника Пенроуза.
Літографію вперше надрукували у жовтні 1961 року. Пізніше вона розійшлася як науковими, так і популярними виданнями всього світу. Ешер повернув у мистецтво XX століття інтелектуальну напруженість та дивацькі об'єкти, притаманні західноєвропейському маньєризму та кабінетам курйозів.
Зажерлива, всепоглинаюча попкультура вчепилася і в фантастичні образи Ешера. Аби зачепити потенційного покупця незвичним декором, у деяких бутіках на стіни і стелі торговельних залів розмістили нереальні, фантазійні сходи, що нікуди не ведуть, прикрашені стафажними постатями людей без облич. Ешер навряд чи сподівався на подібне використання своїх знахідок. Його приваблювала лише чиста гра інтелекту, політ фантазії, мало чим стриманої.